# Vlag van Saga

Vlag van Saga (ratio 2:3)

De prefecturale vlag van Saga bestaat uit een donkergroen vlak met een witte bloem (kamferboombloesem) uit de kamferboom. De kamferboom is de prefectuurboom, vormen het ontwerp van het embleem, waarbij de witte bloemblaadjes eerlijkheid en reinheid symboliseren en de rode meeldraden en stampers eerlijkheid en passie. De bloemvorm staat voor harmonie en krachtige ontwikkeling. De witte kleur staat voor oprechtheid en passie, donkergroen voor hoop en vrede. De prefecturale vlag werd op 11 december 1968 aangenomen.